# Grünow (Meclemburgo-Pomerania Anteriore)
Grünow è un comune del Meclemburgo-Pomerania Anteriore, in Germania. 
Appartiene al circondario della Seenplatte del Meclemburgo ed è parte della comunità amministrativa (Amt) di Neustrelitz-Land.